# Hägrar
Hägrar (Ardeidae) är en fågelfamilj inom ordningen pelikanfåglar (Pelecaniformes). Familjen består av ett 70-tal arter som förekommer på alla kontinenter utom Antarktis. 

## Utbredning
Hägrar finns över nästan hela jorden utom på de arktiska och antarktiska områdena. De är dock vanligast i tropiska områden.

## Utseende och anatomi
De flesta hägrar har en lång kägelformig, stark och rak näbb, som ser hoptryckt ut från sidorna. Hos några arter är näbben bred och välvd, med nedböjd spets. Näsborrarna är små, och huvudets sidor mellan ögonen och näbben är nakna. Benen är långa eller ganska långa. Hägrar har långa tår, varav den bakre fäst i samma plan som framtårna. Alla tårna har spetsiga klor. Den mellersta tåns klo är tandad som en kam på insidan. Vingarna är breda och ganska långa. Stjärten är kort och avrundad och består av 10–12 pennor. Fjäderdräkten är rik och mjuk, och längre på nacken, skuldrorna och frambröstet. 
Merparten har långa eller mycket långa halsar och deras sjätte halskota är utformad så att de kan böja halsen i en S-form. I flykten drar hägrar in huvudet mot kroppen vilket ger dem en högbröstad profil. Detta skiljer dem från alla andra familjer inom ordningen pelikanfåglar. 
Hägrar har ett speciellt puderdun som hela tiden nybildas och som finns på bröstet, sidorna och stjärten. Detta dun används för att rengöra näbben från fiskslem.

## Ekologi
Merparten av alla arter inom familjen, utom exempelvis svarthuvad häger (Ardea melanocephala), är specialister på att fånga fisk och groddjur i grunda vatten. I motsats till exempelvis vadare sätter de sig gärna i träd – här har de nytta av baktåns fäste i jämnhöjd med de övriga tårna. Några arter häckar även i träd, medan andra placerar sina enkla bon på marken bland vass och säv. Honan ruvar vanligen ensam, medan hannen förser henne med mat. De utkläckta ungarna vårdas sedan av bägge föräldrarna och matas i boet, tills de är fullvuxna. Hägrarna är försiktiga och vaksamma och flyr helst undan en starkare fiende. En häger som inte kan fly försvarar sig ursinnigt och kan med sin långa vassa näbb utgöra en fara för fridstörare.

### Föda
Hägrarna äter mest fisk, men även kräldjur, grodor, maskar, blötdjur, insekter och liknande. Några arter äter rom från fiskar och groddjur. En häger som söker efter mat kliver oftast omkring tyst och försiktigt i grunt vatten, men kan också stå stilla och lura på de djur som råkar närma sig. En häger som letar mat har ofta en mycket karakteristisk kroppsställning med halsen indragen, nacken vilande på skuldrorna och underkäken vilande på den krökta halsen. Kommer något byte inom räckhåll, sträcker fågeln ut halsen till dess fulla längd och griper bytet blixtsnabbt. Vissa arter använder sina vingar för att skugga vattenytan så att de ser fiskarna bättre.

## Inre systematik

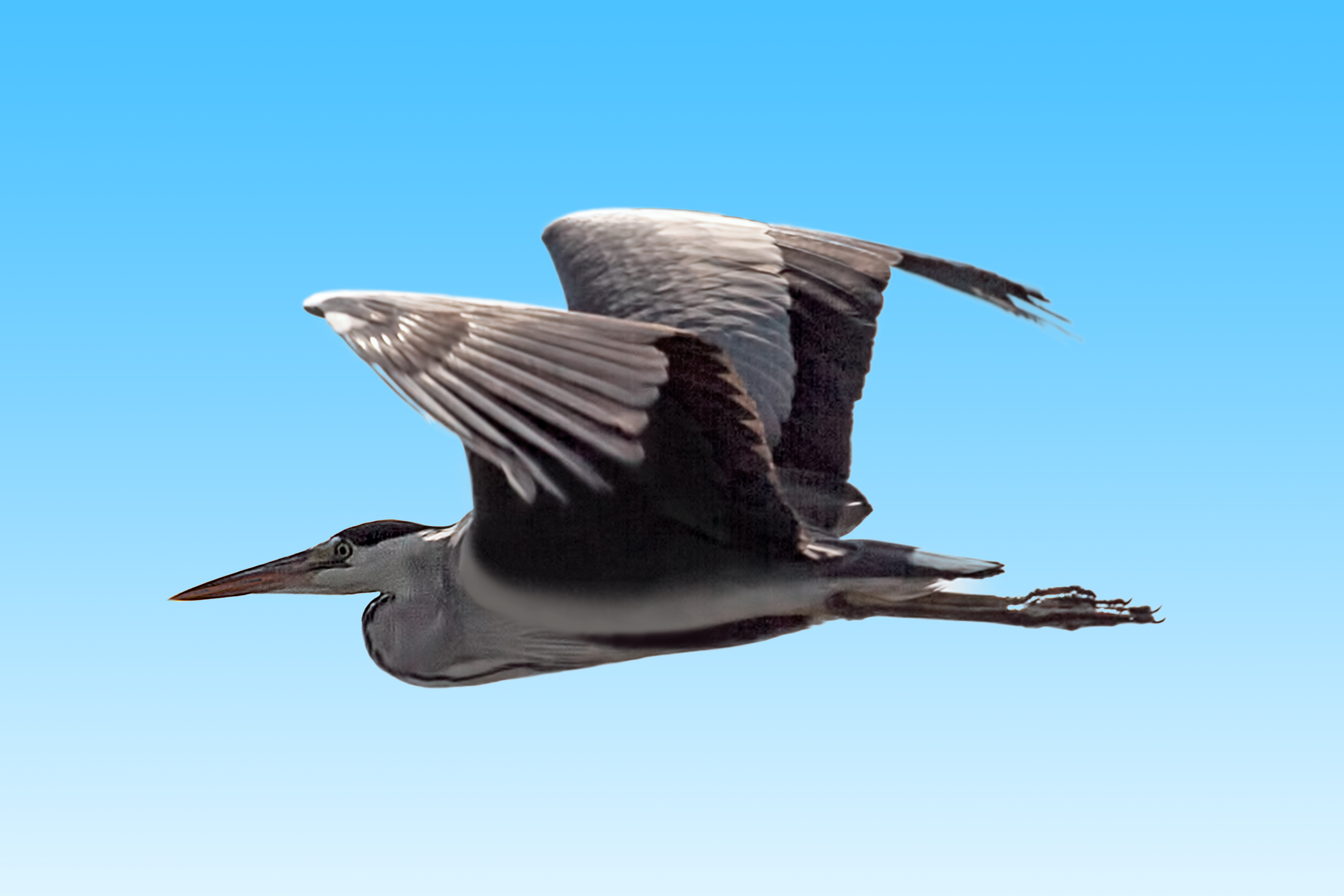
Gråhäger fotograferad i juni i Stockholm.

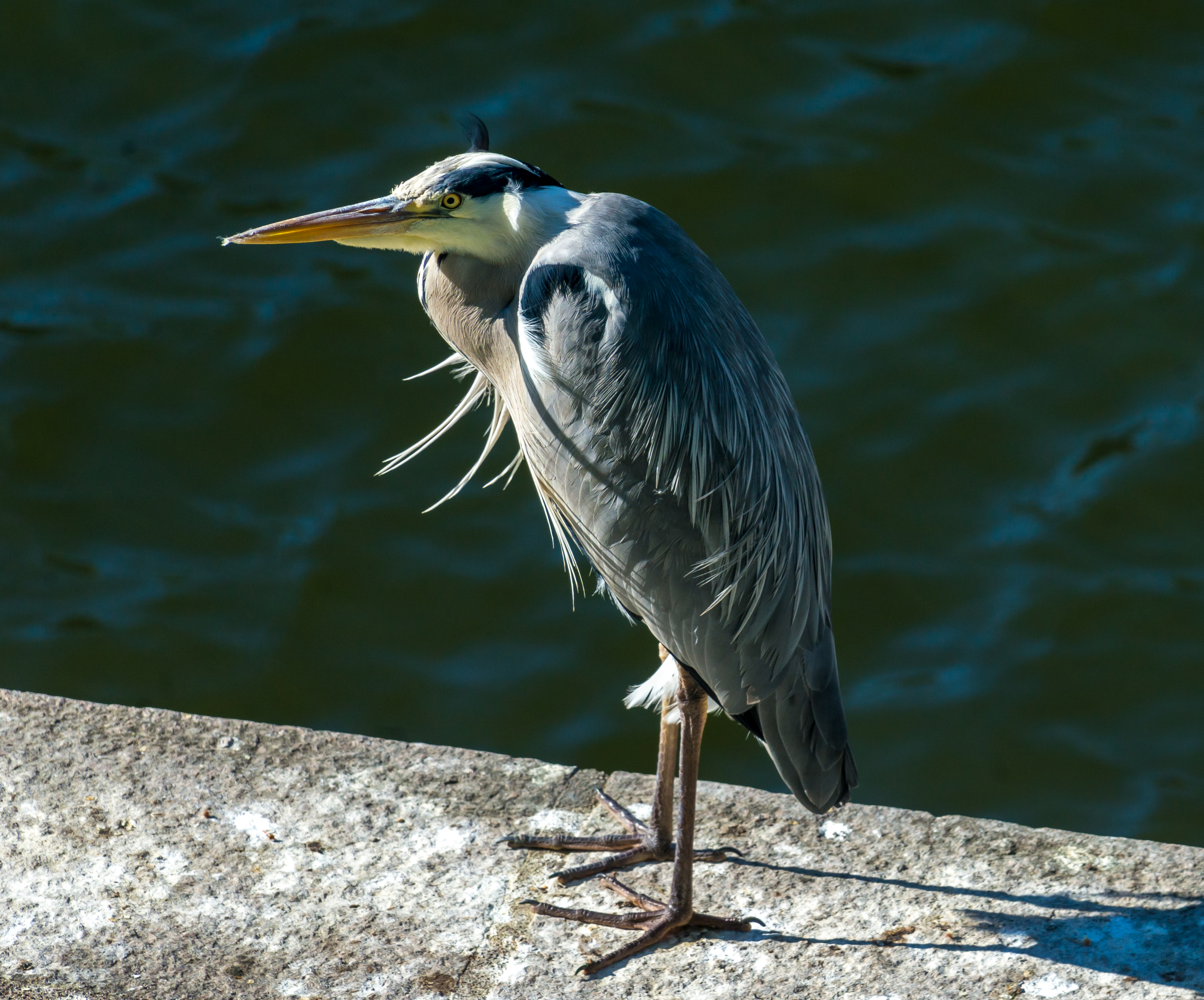
Gråhäger mitt i Stockholms city vid Norrström utanför Riksdagshuset på spaning efter lax och öring.

Nedanstående lista med släkten och artantal följer AviList:
- Tigriornis  Sharpe, 1895.  – 1 art, afrikansk tigerhäger
- Tigrisoma  Swainson, 1827.  – 3 arter tigerhägrar
- Cochlearius  Brisson, 1760.  – 1 art, båtnäbb
- Agamia  Reichenbach, 1853.  – 1 art, agamihäger
- Zebrilus  Bonaparte, 1855.  – 1 art, zebrahäger
- Botaurus  Stephens, 1819.  – 14 arter rördrommar, varav en nyligen utdöd, med bland annat rördrom och dvärgrördrom
- Gorsachius  Bonaparte, 1855.  – 2 arter natthägrar
- Calherodius – 1 art, vitryggig natthäger
- Oroanassa – 1 art, praktnatthäger
- Pilherodius  Bonaparte, 1855.  – 1 art, svartkronad häger
- Syrigma  Ridgway, 1878.  – 1 art, visselhäger
- Egretta  Forster, 1817.  – 12 arter, däribland silkeshäger
- Nyctanassa  Stejneger, 1887.  – 2 arter natthägrar, varav en utdöd
- Nycticorax  Forster, 1817.  – 7 arter natthägrar, varav fem utdöda
- Butorides  Blyth, 1852.  – 4 arter, däribland mangrovehäger
- Zonerodius  Salvadori, 1882.  – 1 art, papuahäger
- Ardeola  Boie, 1822.  – 6 arter, däribland rallhäger
- Ardea  Linné, 1758.  16 arter, däribland ägretthäger, gråhäger och kohäger

## Hägrar och människan
De mindre arterna kan bli ganska tama i fångenskap. Plymerna från vissa arter av hägrar har under perioder varit mycket populära inom modeindustrin. Under en period kring 1800-talet blev dess fjäderplymer mycket populära som hattdekoration, så kallade ägretter, och stora mängder fåglar dödades runt om i världen. Under ett år hanterade ett Londonbaserat företag fjäderplymer från 190 000 ägretthägrar vilka köpts från jägare från stora delar av världen. Runt om i världen slaktades miljontals vita hägrar vilket blev startskottet för fågelskyddsorganisationer som brittiska Royal Society for the Protection of Birds (1898) och nordamerikanska National Audubon Society (1905) vilka grundades för att förhindra att fåglarna dödades för sina fjädrar. Den intensiva handeln med fjädrarna upphörde i början av 1900-talet.
En version av Linuxdistributionen Ubuntu var uppkallad efter djuret och gick under namnet "The Hardy Heron", vilket betyder "Den Härdiga Hägern".
I Sverige var det i slutet av 1950-talet populärt med en snidad hägerfigurin som inredningsdetalj. Denna träfågel kallades ibland för TV-häger eftersom de placerades ovanpå TV-apparaten.